# Commelina nivea
Commelina nivea är en himmelsblomsväxtart som beskrevs av López-ferr., Espejo och Ceja. Commelina nivea ingår i släktet himmelsblommor, och familjen himmelsblomsväxter. Inga underarter finns listade.